# Gustav Haake
Gustav Haake (* 28. November 1838 in Letschin; † 7. März 1905) war Gutsbesitzer und Mitglied des Deutschen Reichstags.

## Leben
Haake besuchte die städtische Gewerbeschule in Berlin bis zur Prima. Er war in der väterlichen Wirtschaft tätig, bis er seit 1865 sein eigenes Gut bewirtschaftete. Ab 1858 war er Einjährig-Freiwilliger beim II. Garde-Ulanen-Regiment, später hat er den Krieg 1866 mitgemacht. Weiter war er Mitglied des Gemeinde-, Schul- und Kirchenvorstandes.
Von 1893 bis 1903 war er Mitglied des Deutschen Reichstags für den Wahlkreis Regierungsbezirk Frankfurt 4 Frankfurt (Oder), Lebus und die Deutsche Reichspartei.